# Tesalia (Huila)
Tesalia, es un municipio colombiano localizado al occidente del departamento del Huila. Se encuentra ubicado sobre las estribaciones de la cordillera central y su territorio forma parte de los valles de los ríos Páez y Magdalena. Hace parte de la región Suboccidente del departamento. Su extensión territorial es de 369 km², su altura es de 830 m s. n. m. y su temperatura promedio es de 26 °C.
Cuenta con una población de 9.365 habitantes de acuerdo con proyección del DANE para año 2019. Es una región dedicada a la ganadería, la explotación agrícola, la explotación de recursos mineros e hidrocarburos (petróleo). Eventos como la "Fiesta Brava" y la "Feria Ganadera". Fue conocida como la «Capital Taurina del Huila» pero ahora es llamada «Territorio de Orquídeas» .

## Toponimia
Tesalia proviene del griego: Θεσσαλία, romanizado: Tesalia, [θesaˈli.a]; tesalio antiguo: Πετθαλία, Petthalía, Reino de Tesalo. Llamado en paez antiguo como Camocué, que significa Valle de los dioses creadores.

## Historia
Tesalia fue habitado en un primer lugar por los paeces quienes llamaban a este lugar el valle de Camocué; luego fue invadida por tribus caribes pijaos quienes llamaron a este lugar junto con Pacarní como las tierras de Banyó al final de su nación, la cual los conquistadores españoles llamaban el inicio de las carnicerías, dando así posteriormente el nombre a la hacienda que llamaron Aposentos de Carnicerías y, que luego al fundar el pueblo el 22 de abril de 1775, se le llamó Santa Catalina de las Carnicerías. El municipio cambió su nombre el 23 de diciembre de 1959 mediante la Ordenanza N°26 de la Asamblea Departamental del Huila, por su parecido a Tesalia (Grecia).   
Cerca de la unión entre el río Páez y el río Magdalena se fundó en primer lugar un pueblo de indios llamado San Miguel del Paso, el cual se abandono cuando se les pidió a sus habitantes que se trasladarán a otros pueblos como San Juan Bautista del Hobo y Santiago de Nátaga de la Real Corona.   
Mientras tanto al norte del municipio los paeces habían llamado a la zona como Calosh y luego también haría parte de la avanzada pijao llamado Bauyó y que con el tiempo se llamaría Potrero Grande de Pacarní.

## División político-administrativa
Además, de su cabecera municipal, Tesalia tiene bajo su jurisdicción el centro poblado Pacarní.

#### Veredas
El municipio tiene constituido las siguientes veredas: Alto de la Hocha, El Dave, Los Yuyos.

## Geografía

### Descripción física
Las características geológicas del Municipio están estrechamente ligadas al origen y evolución de la cordillera central y en particular al desarrollo de los valles de los ríos. Los anteriores están claramente reflejados en la gran variedad del paisaje, tipos de relieve, diversidad de litologías, suelos y unidades morfoestructurales, producto de fuerte actividad tectónica; evidenciada en la cantidad de fallas, la intensa actividad volcánica y la actividad sísmica, los cambios climáticos durante las pasadas glaciaciones que produjeron proceso erosivo responsables del modelado de los diferentes paisajes sobre la parte alta de la cordillera central. Se destaca ente todo la variedad de rocas ígneas, sedimentarias y metamórficas, con edades que varían desde el precámbrico hasta el cuartenario. Las rocas metamórficas e ígneas intrusivas y extrusivas asociadas a la cordillera central; la secuencia sedimentarias bordean los flancos de la cordillera central. Existen además potentes coberturas de sedimentos cuaternarios de diferente naturaleza que llenaron los valles y los piedemontes.

### Límites del municipio

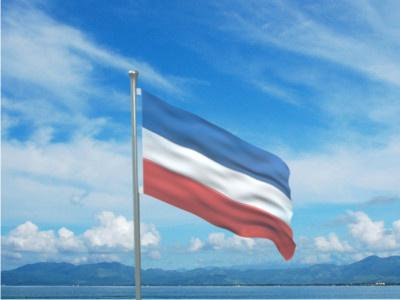
Bandera de Tesalia.

Los límites municipales fueron establecidos por la Ordenanza número 34 de 1915 de la Asamblea del Departamento del Huila. El municipio de Tesalia limita al norte con el municipio de Iquira, al sur con Paicol, occidente con el municipio de Nataga y al oriente con los municipios de Yaguará y Gigante. Actualmente el límite oficial municipal definido por la ordenanza mencionada no coincide con el límite fiscal determinado predialmente por el Instituto Geográfico Agustín Codazzi (IGAC), especialmente con el municipio de Tesalia donde el límite predio que geográficamente está ubicado en Tesalia, pero aparece en el registro catastral de Tesalia. También existe una vereda que hace parte de Tesalia denominada San Isidro que por sus condiciones de comunicación y facilidad para sacar sus productos al mercado local de Tesalia, la comunidad ha planteado la posibilidad de que sea anexada a este municipio. Lo mismo sucede con seis (6) familias que pertenecen a la vereda el Cedro del municipio de Iquira, quienes han venido trabajando con la Junta de Acción Comunal de la vereda el Vergel, para que sean incluidas dentro de la jurisdicción del municipio y poder recibir mayores beneficios de este ente territorial, pues en los dos casos sus municipios hacen muy poca presencia y reciben mayores beneficios de Tesalia. Cuenta con un centro poblado llamado Pacarní.

## Economía
La base económica del municipio se fundamenta en el sector primario y los componentes principales son: La agricultura, La ganadería y La minería especialmente la Explotación de Fosforita, estas actividades forman parte fundamental de la ocupación del suelo.
Aunque en los últimos años se desarrollan planes para fortalecer el turismo; ya este municipio será de los de mayor afluencia de la represa que se construirá "El Quimbo".

## Servicios públicos
- Energía Eléctrica: Electrohuila, es la empresa prestadora del servicio de energía eléctrica.
- Gas Natural: Alcanos de Colombia, es la empresa distribuidora y comercializadora de gas natural en el municipio.